# Kikuzuki
Il Kikuzuki (菊月? lett. "Mese dei fiori del crisantemo"), sino al 1º agosto 1928 denominato 31-Gō kuchikukan (第31駆逐艦? lett. "cacciatorpediniere Numero 31"), è stato un cacciatorpediniere della Marina imperiale giapponese, settima unità appartenente alla classe Mutsuki. Fu varato nel maggio 1926 dal cantiere navale di Maizuru.
Appartenente alla 23ª Divisione, fu presente all'occupazione di Guam l'8 dicembre 1941 e alla facile conquista della Nuova Irlanda nel gennaio 1942; coprì dunque, nei mesi successivi, varie operazioni anfibie giapponesi svoltesi nell'ampia regione Nuova Guinea-isole Salomone-isole dell'Ammiragliato. A fine aprile 1942 fu aggregato alla squadra di occupazione di Tulagi nel più ampio quadro dell'operazione Mo: lo sbarco sull'isola ebbe inizio il 4 maggio ma quasi subito intralciato da un improvviso attacco del gruppo imbarcato della portaerei USS Yorktown; il Kikuzuki fu gravemente colpito e i giapponesi cercarono di salvarlo facendolo spiaggiare poco a est di Tulagi. Tuttavia il 5 maggio la nave fu disincagliata dalle correnti e affondò nella baia dove era stata spostata. A metà 1943 la United States Navy recuperò il relitto per scopi di intelligence, ma poco dopo lo spostò in un'ansa delle isole Florida e lasciò che si adagiasse in acque basse, dove ancora oggi è visibile.

## Servizio operativo

### Costruzione
Il cacciatorpediniere Kikuzuki fu ordinato nell'anno fiscale edito dal governo nipponico nel 1923, inizialmente indicato come "cacciatorpediniere Numero 31" (31-Gō kuchikukan in lingua giapponese). La sua chiglia fu impostata nel cantiere navale di Maizuru il 15 giugno 1925 e il varo avvenne il 15 maggio 1926; fu completato il 20 novembre dello stesso anno e il 1º agosto 1928 assunse il suo nome definitivo, avendo la Marina imperiale abbandonato alla data il sistema di nomenclatura del naviglio leggero con soli numeri. Assieme ai cacciatorpediniere Uzuki e Yuzuki formò la 23ª Divisione della quale divenne nave ammiraglia, imbarcando perciò il comandante di divisione e il rispettivo stato maggiore. Negli anni trenta la divisione passò sotto il controllo della 2ª Divisione portaerei dipendente, a sua volta, dalla 1ª Flotta.

### 1941-1942 e l'affondamento

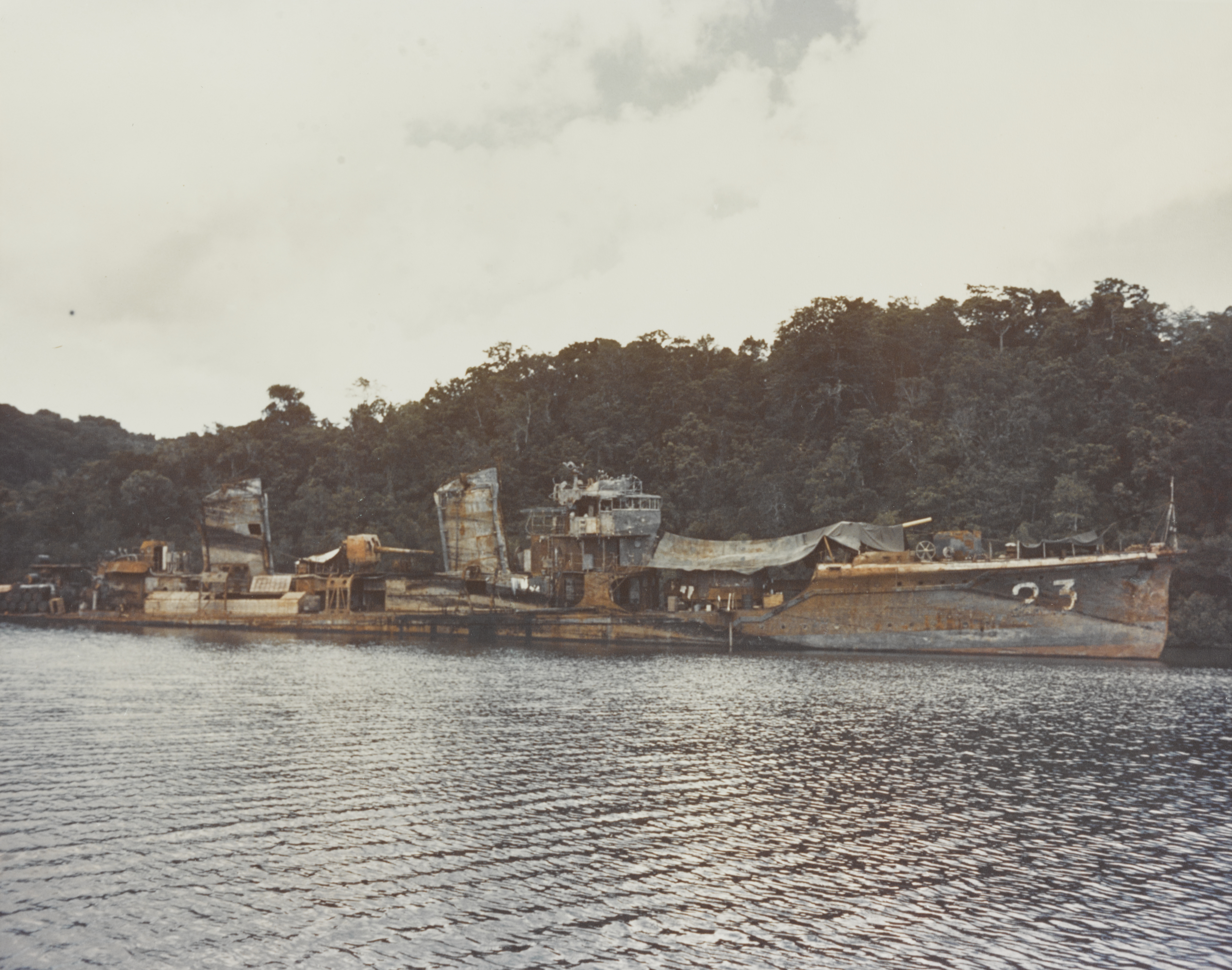
Il consumato Kikuzuki nel 1944, abbandonato in un angolo della baia Purvis: si notino il cannone da 120 mm a mezzanave e il numero "23", che indicava l'appartenenza all'omonima divisione, parzialmente cancellato dall'acqua salmastra quando l'unità era affondata

Il 23 novembre 1941 il Kikuzuki, allora al comando del capitano di corvetta Kōkichi Mori, scortò con il resto della divisione d'appartenenza un convoglio carico di truppe da Sakaide all'isola di Hahajima (Ogasawara) raggiunta il 27. Il 4 dicembre il Kikuzuki e le unità gregarie salparono e l'8 coprirono il facile sbarco sull'isola statunitense di Guam; subito dopo intrapresero un servizio di pattugliamento antisommergibile nelle acque della zona. Fermatasi poi all'inizio del 1942 a Saipan, il 10 gennaio la divisione salpò alla volta dell'importante base atollina di Truk, toccata due giorni dopo. Qui fu rapidamente dotato di un impianto binato con mitragliatrici pesanti Type 93 da 13,2 mm, e il 23 partecipò all'incontrastata occupazione di Kavieng, scalo sito sulla punta nord-orientale della Nuova Irlanda. Il Kikuzuki fu quindi distaccato con i cacciatorpediniere gemelli a Rabaul (trasformata dai giapponesi in una munita base avanzata) attorno alla quale espletò servizio di vigilanza e scorta; dal 31 gennaio, inoltre, imbarcò il nuovo comandante della divisione capitano di fregata Takemi Shimazui, che rimpiazzava il pari grado Yusuke Yamada. Il 9 febbraio il Kikuzuki e le altre due unità furono presenti all'approdo in forze a Gasmata, località sulla costa meridionale della Nuova Britannia, quindi passarono a Kavieng e il 20 salparono con destinazione Truk, raggiunta il 23. Dal 2 marzo il Kikuzuki fu continuamente impegnato nella difesa ravvicinata della 6ª Divisione incrociatori del contrammiraglio Aritomo Gotō, il quale formò con le proprie navi una squadra di protezione all'occupazione delle isole Salomone settentrionali, di Lae e Salamaua in Nuova Guinea e delle indifese isole dell'Ammiragliato: questo lungo ciclo operativo si concluse il 10 aprile con il pieno successo giapponese. Quel giorno stesso il Kikuzuki e i gregari furono riassegnati alla 6ª Squadriglia della 4ª Flotta, responsabile per lo scacchiere del Pacifico centrale e sud-occidentale.
Nella seconda metà di aprile il Gran Quartier Generale imperiale autorizzò a procedere con l'operazione Mo, tesa a catturare in contemporanea Port Moresby e basi nelle Salomone meridionali e nelle isole Louisiade, prodromo alle successive invasioni nelle Figi e delle Samoa. Il Kikuzuki e lo Yuzuki furono aggregati alla modesta formazione del contrammiraglio Kiyohide Shima, incaricata di occupare la piccola isola di Tulagi: riunitasi a Rabaul, essa salpò la mattina presto del 30 aprile e si diresse sull'obiettivo senza essere disturbata e senza sapere che la United States Navy aveva inviato la Task force 17 nelle acque del Mar dei Coralli, allo scopo di contrastare le intenzioni nipponiche. La mattina del 4 maggio Shima arrivò a destinazione e alle 07:30 iniziò lo sbarco di truppe e lo scarico di materiali presso il locale porto, mentre il posamine Okinoshima, il Kikuzuki e lo Yuzuki si portavano al largo con compiti difensivi. Alle 08:20, però, iniziò l'attacco della prima ondata lanciata dalla portaerei USS Yorktown, composta da dodici aerosiluranti Douglas TBD Devastator, una trentina di bombardieri in picchiata Douglas SBD Dauntless e sei caccia Grumman F4F Wildcat. Il Kikuzuki fu quasi immediatamente colpito nella sala macchine di dritta da una bomba da 500 libbre (circa 230 chili) o da un siluro: i danni furono gravi, si contarono dodici morti e ventidue feriti, la nave sbandò subito. Una volta concluso l'attacco il Kikuzuki, rimasto senza energia motrice, fu preso a rimorchio dal cacciasommergibili Toshi Maru No. 3, mentre il comandante Mori e il capitano di vascello Shimazui si trasferivano a bordo dello Yuzuki. Il Kikuzuki fu trascinato sino alla costa delle isole Florida e ormeggiato a ridosso della riva nella baia di Halavo (9°07′S 160°12′E) per evitarne la perdita, ma il 5 maggio scivolò in acque alte e sprofondò di poppa.
Il 25 maggio 1942 il Kikuzuki fu depennato dalla lista del naviglio in servizio con la Marina imperiale.

## Recupero
Dopo la dura vittoria nella campagna di Guadalcanal nel febbraio 1943 e la trasformazione di Tulagi in un'importante base aeronavale, la United States Navy incaricò in estate un reparto di recupero di rimettere a galla il Kikuzuki allo scopo di studiarne la tecnologia costruttiva e ottenere, sperabilmente, informazioni importanti sui cacciatorpediniere giapponesi. Il relitto arrugginito fu poi trainato sino all'oblunga baia Purvis, che divide l'isola maggiore Nggela Sule da Ngglea Pile, meno estesa, e si lasciò che affondasse in acque molto basse. Oggi lo scafo e le sovrastrutture sono ancora visibili, sebbene assai deteriorati dall'azione degli agenti atmosferici.